# Chernes sanborni
Espèce
Chernes sanborni est une espèce de pseudoscorpions de la famille des Chernetidae.

## Distribution
Cette espèce est endémique des États-Unis. Elle se rencontre au Massachusetts et dans l'État de New York.

## Publication originale
- Hagen, 1868 : The American pseudo-scorpions. Record of American Entomology for the Year 1868, p. 48-52 (texte intégral).